# گولوبکا
گولوبکا (به لاتین: Golubka) یک روستا در لهستان است که در گمینا کالینووو واقع شده‌است. گولوبکا ۱٬۲۰۰ نفر جمعیت دارد.